# Europeiska kristna politiska rörelsen
Europeiska kristliga politiska rörelsen (European Christian Political Movement, ECPM) är europeiskt politiskt parti. Partiet bildades i november 2002 och blev 2010 officiellt ett europeiskt parti. Partiet består av europeiska kristliga partier, ofta med en värde- och socialkonservativ framtoning.
Rörelsens plattform lades, i november 2002, fast av politiker från femton olika länder, vid konferensen "För ett kristet Europa" i Lakitelek, Ungern.  
2004 startades ungdomsorganisationen Europeiska kristliga politiska ungdomsnätverket.
Partiet erkändes som ett officiellt europeiskt parti den 31 augusti 2017.

## Medlemmar
Armenien
- Christian Peoples Unity of Armenia (CPUA)

 Bulgarien
- Balgarska Hristijanska Koalitsija (BHK)

 Estland
- Eesti Kristlikud Demokraadid (EKD)

 Tyskland
- Bündnis C – Christen für Deutschland

 Lettland
- Kristīgie Demokrātiskā Savienība (KDS)

 Litauen
- Lietuvas Krikscionys Demokratai (LKD)

 Moldavien
- Partidul Popular Creştin Democrat (PPCD)

 Montenegro
- Narodna Stranka (NS)

 Nederländerna
- Kristliga Unionen (CU)
- Reformerta samhällspartiet (SGP)

 Rumänien
- Partidul Naţional Ţărănesc Creştin şi Democrat (PNŢCD)

 Schweiz
- Evangelische Volkspartei  - Parti Evangelique Suisse (EVP - PEV)